# Эрдынеев, Бато Эрдынеевич
Бато Эрдынеевич Эрдынеев(бур. Эрдэниин Бато, 5 января 1914, Хойто-Ага — 17 июля 2007, Агинское) — организатор здравоохранения, Заслуженный врач РСФСР (1956), Почётный гражданин Агинского Бурятского автономного округа (1985).

## Биография
Родился в местности Хойто-Ага Агинской волости Забайкальской области в 1914 году. В 1941 после окончания Казанского медицинского института работал главным врачом Дульдургинской районной больницы. С августа 1942 года — главный врач Агинской окружной больницы, сыграл огромную роль в ее развитии в военные годы; также по совместительству работал ординатором хирургического отделения (1942-53, 1959-65, 1969-70). После этого возглавлял окружной отдел здравоохранения (1953-59, 1965-69), станцию скорой помощи (1971-91). Инициатор подготовки на средства колхозов медицинских кадров из местной молодежи, организатор строительства нового больничного комплекса с поликлиникой в пгт. Агинское (1970). Врач-организатор здравоохранения высшей категории, врач скорой помощи высшей категории (1991).
Был делегатом II (1958) и III (1960) съездов общества «Знание», I съезда медицинских работников Читинской области (1979).

## Награды
- Отличник здравоохранения (1945)[2]
- Медаль «За доблестный труд в Великой Отечественной войне 1941—1945 гг.» (25.1.1946)
- Медаль «За трудовое отличие» (30.11.1953)
- Заслуженный врач РСФСР (1956)[3]
- Медаль «За освоение целинных земель» (15.5.1957)
- Орден Трудового Красного Знамени (3.7.1959)[2][3]
- Отличник санитарной обороны (22.1.1965)[2]
- Юбилейная медаль «За доблестный труд. В ознаменование 100-летия со дня рождения Владимира Ильича Ленина» (20.3.1970)
- Юбилейная медаль «50 лет ордена Ленина Союза Обществ Красного Креста и Красного Полумесяца СССР» (5.1.1974)
- Знак «Победитель социалистического соревнования 1973 года» (13.3.1974)
- Медаль «Ветеран труда» (27.4.1976)[2]
- Юбилейная медаль «40 лет Победы в Великой Отечественной войне 1941—1945 гг.» (6.5.1985)
- Юбилейная медаль «50 лет Победы в Великой Отечественной войне 1941-1945 гг.» (22.3.1995)
- Юбилейная медаль «60 лет Победы в Великой Отечественной войне 1941—1945 гг.» (22.2.2005)